# HD 259431
HD 259431 (MWC 147, V700 Monocerotis) è una giovane stella nella costellazione dell'Unicorno di magnitudine 8,7, distante circa 2 300 anni luce dal sistema solare.

## Osservazione

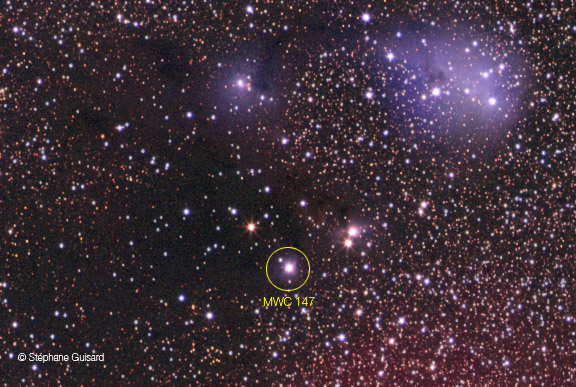
La posizione della stella, nei pressi della nebulosa bluastra IC 2169. Il nord è a sinistra

HD 259431 si trova nella parte settentrionale della costellazione dell'Unicorno, non distante dalla Nebulosa Rosetta e dalla Nebulosa Cono (NGC 2264). È a mezzo grado dalla debole nebulosa a riflessione IC 2169.
HD 259431 si trova molto vicina a NGC 2247, una piccola nebulosa a riflessione in una regione ricca di formazione stellare ed è la stella che presumibilmente illumina la nebulosa; la incerta distanza calcolata dal satellite Hipparcos forniva una distanza di 170 parsec mentre NGC 2247 sia pensa che disti circa 800 parsec, ciò lasciava qualche incertezza che stella e nebulosa si trovassero circa alla stessa distanza dalla Terra. Hernandez et al. in ogni caso stimarono nel 2004 le sue proprietà considerando una distanza di 800 parsec, e nel 2018 la parallasse del satellite Gaia ha effettivamente misurato la distanza della stella in 711±24 pc, confermando che la stella si trova effettivamente vicina alla nebulosa.

## Caratteristiche

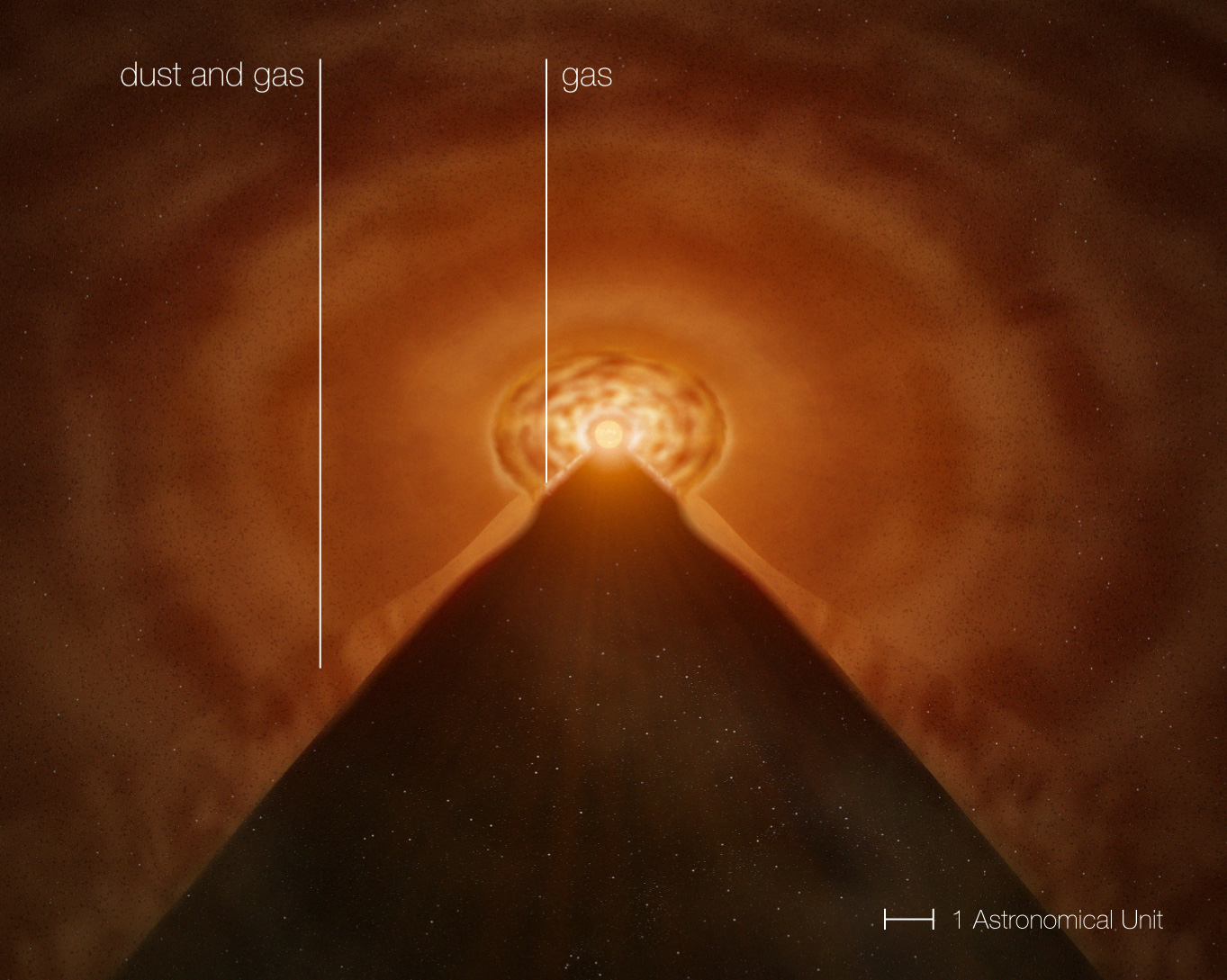
Immagine artistica del disco protoplanetario sezionato che circonda MWC 147

HD 259431 è classificata come una stella Ae/Be di Herbig ed è stata determinante nell'aiutare gli astronomi a comprendere la formazione delle stelle. Circondata da un vasto disco di polveri e gas, MWC 147 ha fornito agli astronomi un quadro chiaro dei meccanismi dei processi di accrescimento che formano le stelle.
MWC 147 è stata osservata nel vicino e medio infrarosso. Gli studi nel vicino infrarosso hanno mostrato polvere e detriti a una temperatura di diverse migliaia di kelvin nelle regioni più interne del disco protoplanetario, mentre le osservazioni nel medio infrarosso sono servite per analizzare le regioni esterne e più fredde del disco, che si estende fino a 100 UA dalla stella.
Secondo i modelli conosciuti ci si aspetta che la stella aumenti di massa a una velocità di 7×10−6 M⊙ all'anno, o l'equivalente di circa due masse terrestri all'anno. La stella ha una massa di 6,6 M⊙ e un'età minore di 500 000 anni. Con una massa simile la vita di questa stella dovrebbe essere di soli 35 milioni di anni.